# Melinoessa
Melinoessa là một chi bướm đêm thuộc họ Geometridae.

## Các loài
Một số loài được ghi nhận thuộc chi này như:
- Melinoessa aemonia 	(Swinhoe, 1904)
- Melinoessa amplissimata 	(Walker, 1863)
- Melinoessa argenteomaculata 	(Strand, 1918)
- Melinoessa asteria 	Prout L. B., 1934
- Melinoessa aureola 	Prout L. B., 1934
- Melinoessa catenata 	(Saalmüller, 1891)
- Melinoessa croesaria 	Herrich-Schäffer, 1855
- Melinoessa eurycrossa 	Prout L. B., 1934
- Melinoessa fulvescens 	Prout L. B., 1916
- Melinoessa guenoti 	Herbulot, 1981
- Melinoessa horni 	Prout L. B., 1922
- Melinoessa midas 	Prout L. B., 1922
- Melinoessa molybdauges 	Prout L. B., 1927
- Melinoessa palumbata 	(Warren, 1894)
- Melinoessa pauper 	Warren, 1901
- Melinoessa perlimbata 	(Guenée, 1857)
- Melinoessa pieridaria 	(Holland, 1920)
- Melinoessa sodaliata 	(Walker, 1863)
- Melinoessa stellata 	(Butler, 1878)
- Melinoessa straminata 	(Walker, 1869)
- Melinoessa subalbida 	Warren, 1905
- Melinoessa tanyglochis 	Prout L. B., 1928
- Melinoessa tessmanni 	(Gaede, 1917)
- Melinoessa torquilinea 	Prout L. B., 1916